# ورخنی آوزیان
ورخنی آوزیان (انگلیسی: Verkhny Avzyan) یک شهرک در شهرستان بلورتسکی استان باشقیرستان کشور روسیه است.